# Opera Punk
Opera Punk è il decimo album in studio del duo musicale italiano Krisma, pubblicato nel 2008.

## Tracce
1. New-deli-ri – 3:08
2. Ikki Tikki – 5:52
3. Opera Punk – 4:00
4. New Miami – 7:00
5. Calif-fornia – 4:52
6. Traffic – 4:20

Durata totale: 29:12

## Formazione
- Christina Moser
- Maurizio Arcieri